# Sainte-Chapelle de Champigny-sur-Veude
Pour les articles homonymes, voir Sainte-Chapelle (homonymie).
La Sainte-Chapelle de Champigny-sur-Veude est un édifice chrétien construit à partir de 1499 et pour l'essentiel durant la première moitié du XVIè siècle à Champigny-sur-Veude ; elle fait partie des sept Saintes chapelles.

## Historique
Érigée à partir de 1499 en même temps que le château par Louis de Bourbon, prince de la Roche-sur-Yon, en raison d'un privilège accordé aux descendants de saint Louis  (en l’occurrence à son aïeul Robert de Clermont qui était le 6e fils de Louis IX), elle devint la chapelle  funéraire de la famille de Bourbon-Montpensier.

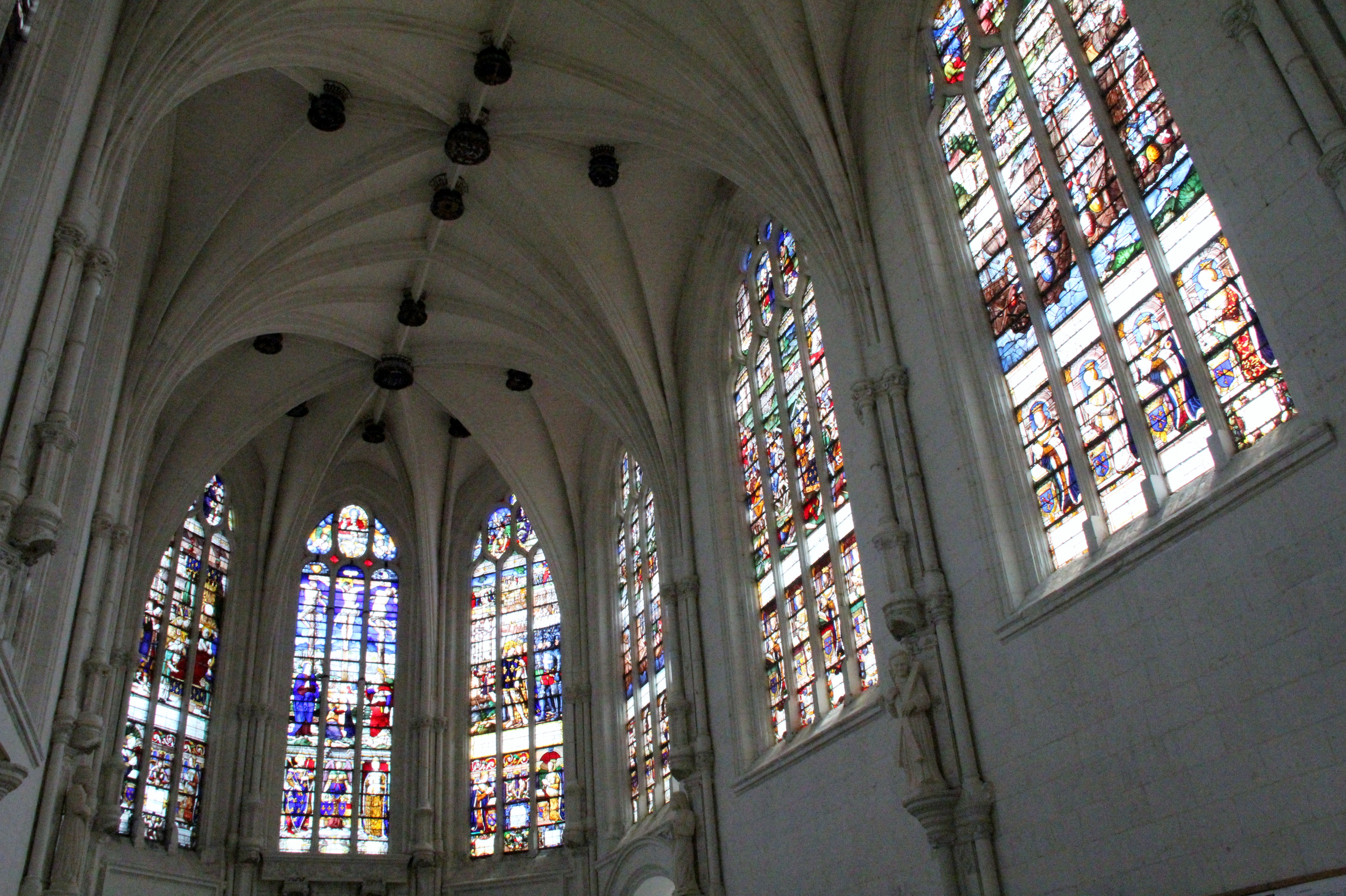
Ensemble des vitraux

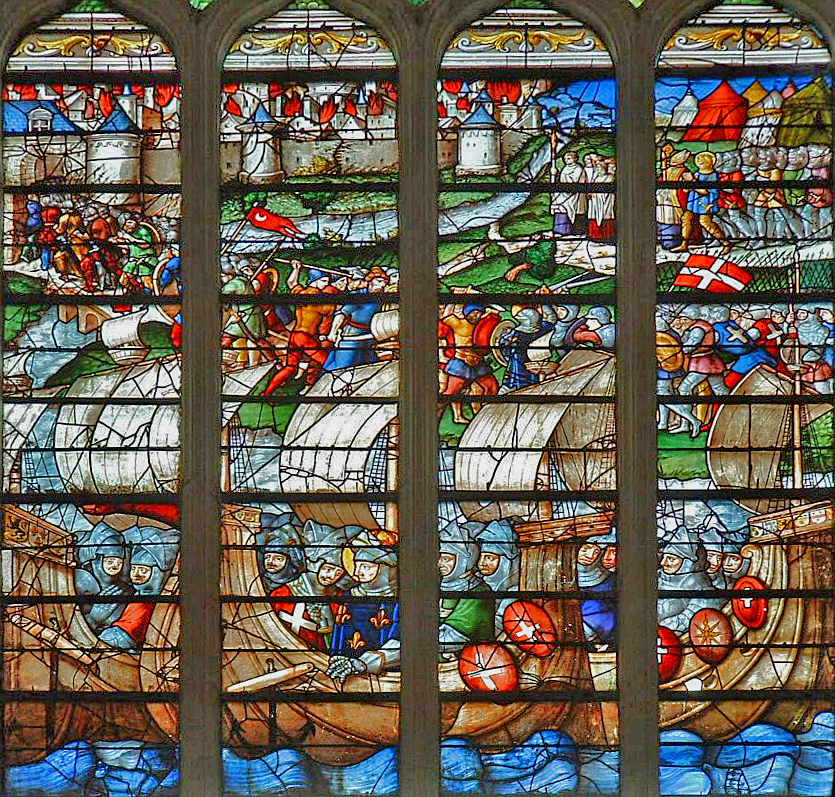
Vie de saint Louis :
Arrivée des croisés à Damiette et prise de la ville (baie n°4)

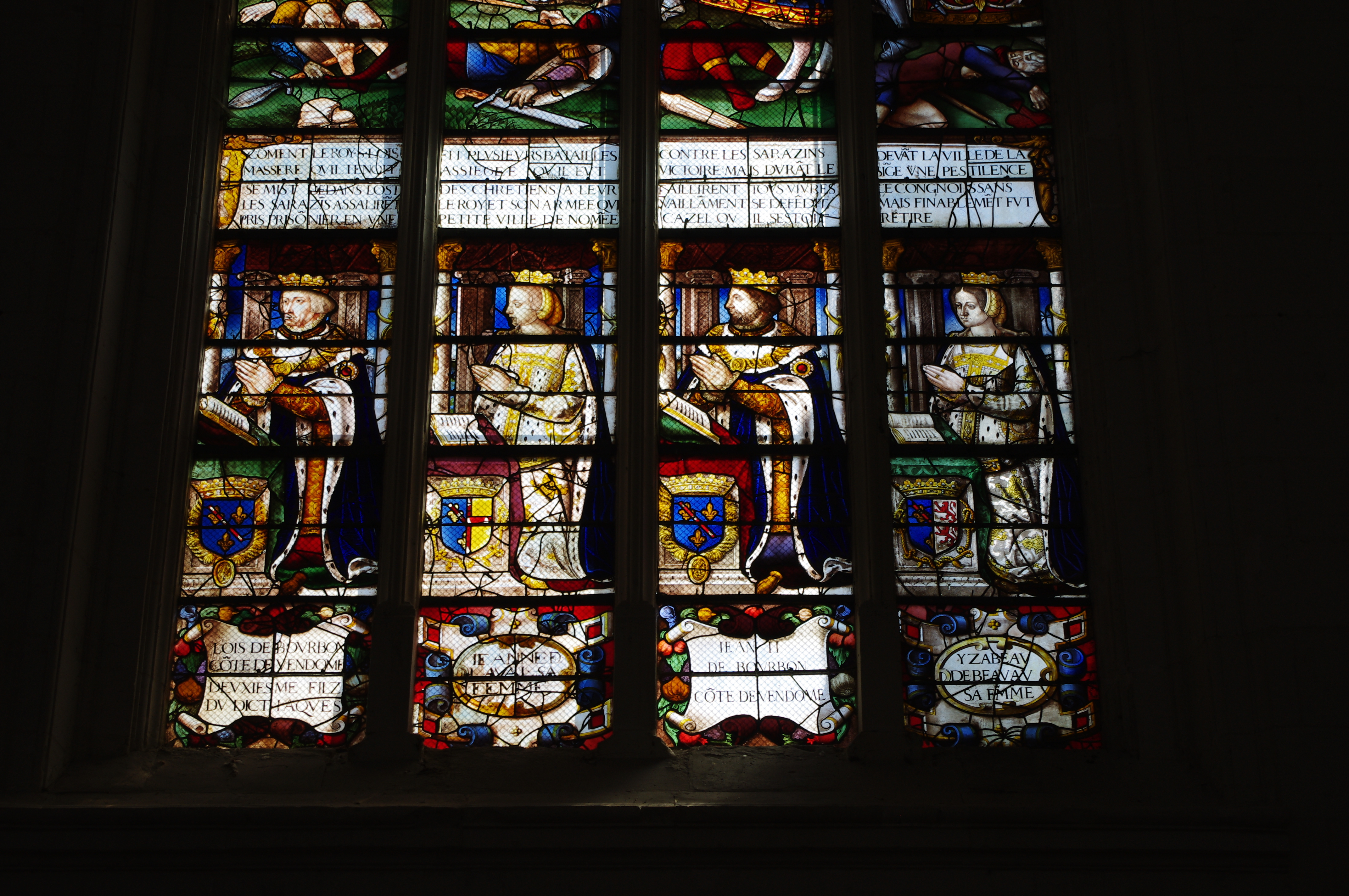
Les donateurs : Louis Ier de Bourbon-Vendôme, Jeanne de Laval, Jean VIII de Bourbon-Vendôme, Isabelle de Beauvau (baie n°6)

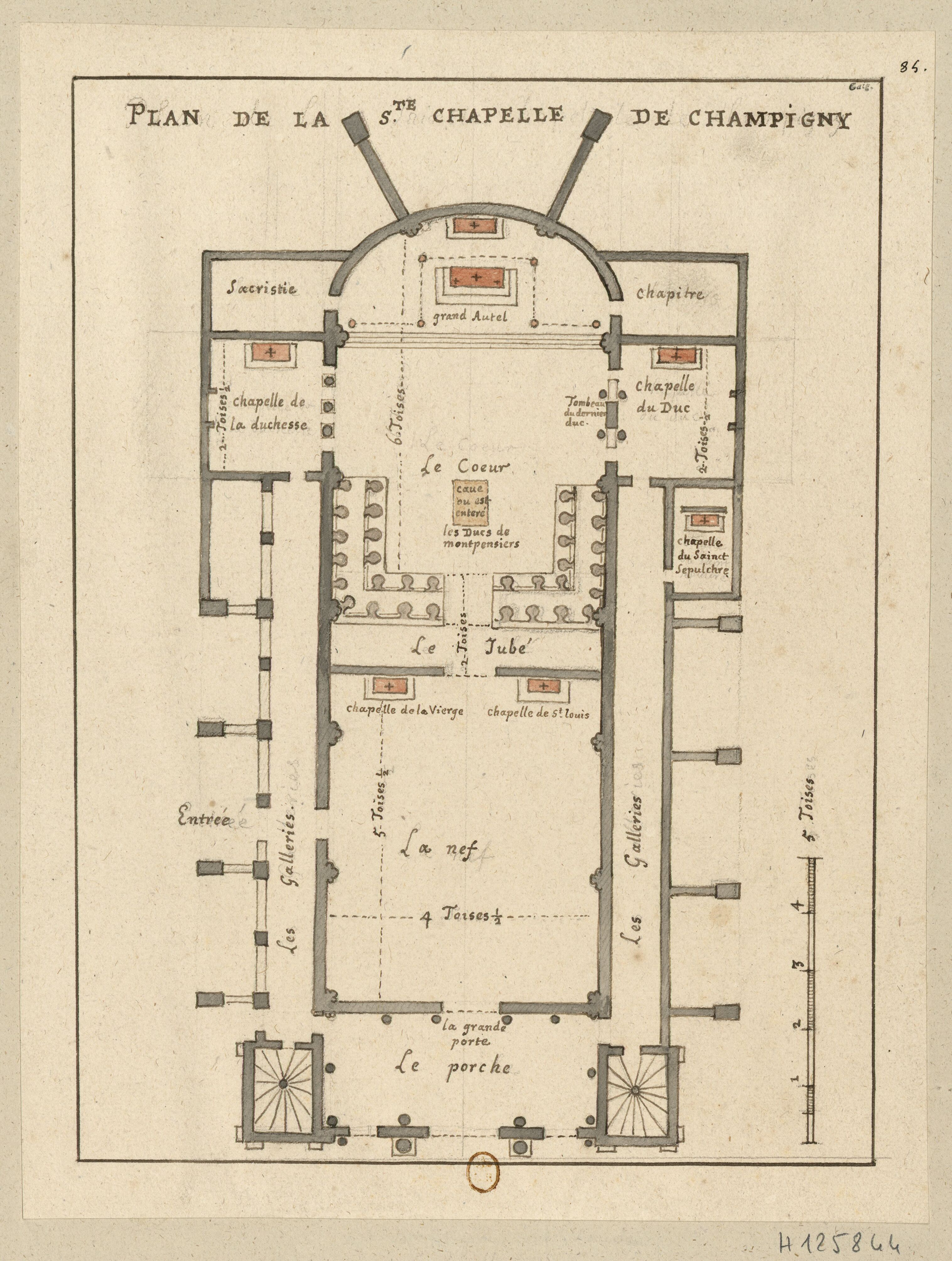
Plan de la Sainte-Chapelle de Champigny.

La nef de la Sainte Chapelle de Champigny-sur-Veude , fut terminée en  1543  par Louis III, duc de Montpensier, puis gérée par le chapitre de la Collégiale Saint-Louis. 
Elle est caractéristique de l'art de la Renaissance. La nef comprend trois travées et se termine sur une abside à cinq pans. La voûte de style gothique est décorée de liernes à tiercerons. Pour ne pas gêner les cérémonies religieuses, le duc de Montpensier a fait construire des galeries latérales de part et d'autre de la nef à partir du porche qui donnent accès à la chapelle du fondateur au sud et de son épouse, au nord. Le porche porte les dates de 1549 et 1558.
Louis III de Bourbon, duc de Montpensier, s'est marié en 1538 avec Jacqueline de Longwy, fille du seigneur de Givry. L'oncle de Jacqueline, le cardinal Claude de Longwy de Givry, évêque de Langres, a offert aux jeunes époux les onze verrières et la rose occidentale qui décorent la chapelle. Ces verrières racontent trois histoires sur trois niveaux :
- au niveau supérieur des vitraux, des scènes de la Passion du Christ,
- au niveau intermédiaire, des épisodes de la vie de saint Louis. D'après Eugène Pépin, repris par Marcel Aubert, Alain Erlande-Brandenburg et Louis Grodecki, ces scènes ont été inspirées par les miniatures du Livre des faiz de Monseigneur Saint Louis[2] datant d'environ 1480,
- en bas, à partir du couple Louis IX-Marguerite de Provence et dans l'axe, les couples formant la généalogie des ducs de Bourbon-Montpensier.

Les verrières des chapelles seigneuriales ont disparu au XIXe siècle.
Ces verrières traduisent la possibilité pour les Bourbons, chassés du duché de Bourbon par François Ier à la suite de la trahison du connétable de Bourbon, de prétendre au trône de France après les Valois, ce qui sera réalisé par le sacre de Henri IV.
En 1899, l'abbé Bossebœuf a suggéré le nom de Jean Cousin comme le peintre ayant réalisé des modèles pour la réalisation des verrières de la chapelle. Il a précisé dans un article  paru entre 1918 et 1927 que Claude de Givry aurait fait appel à lui pour dessiner la scène du Calvaire de la baie 0. Claude de Givry avait commandé en 1543 à Jean Cousin les cartons pour la réalisation de tapisseries sur la légende de saint Mammès pour la cathédrale de Langres. La comparaison du saint Jean de la verrière de la Crucifixion et ressemble à un personnage de la tapisserie de Saint-Mammès. Cependant cette hypothèse est refusée par Eugène Pépin et actuellement la question du modèle reste non résolue.
Un ouragan endommage les verrières en 1711. Elles sont en partie descellées pendant la Révolution. En 1793, monsieur de Quinson rachète la chapelle et les vitraux et les fait remettre en place, mais avec des erreurs de montage. Les vitraux sont restaurés en 1864 par Lucien-Léopold Lobin qui corrige les erreurs de montage. Les vitraux sont déposés en 1940. Ils sont de nouveau restaurés par Jean-Jacques Gruber avant leur repose. Ils sont restaurés par l'atelier Durand en 1974-1975.
Ces vitraux sont classés Monuments historiques en 1840. 

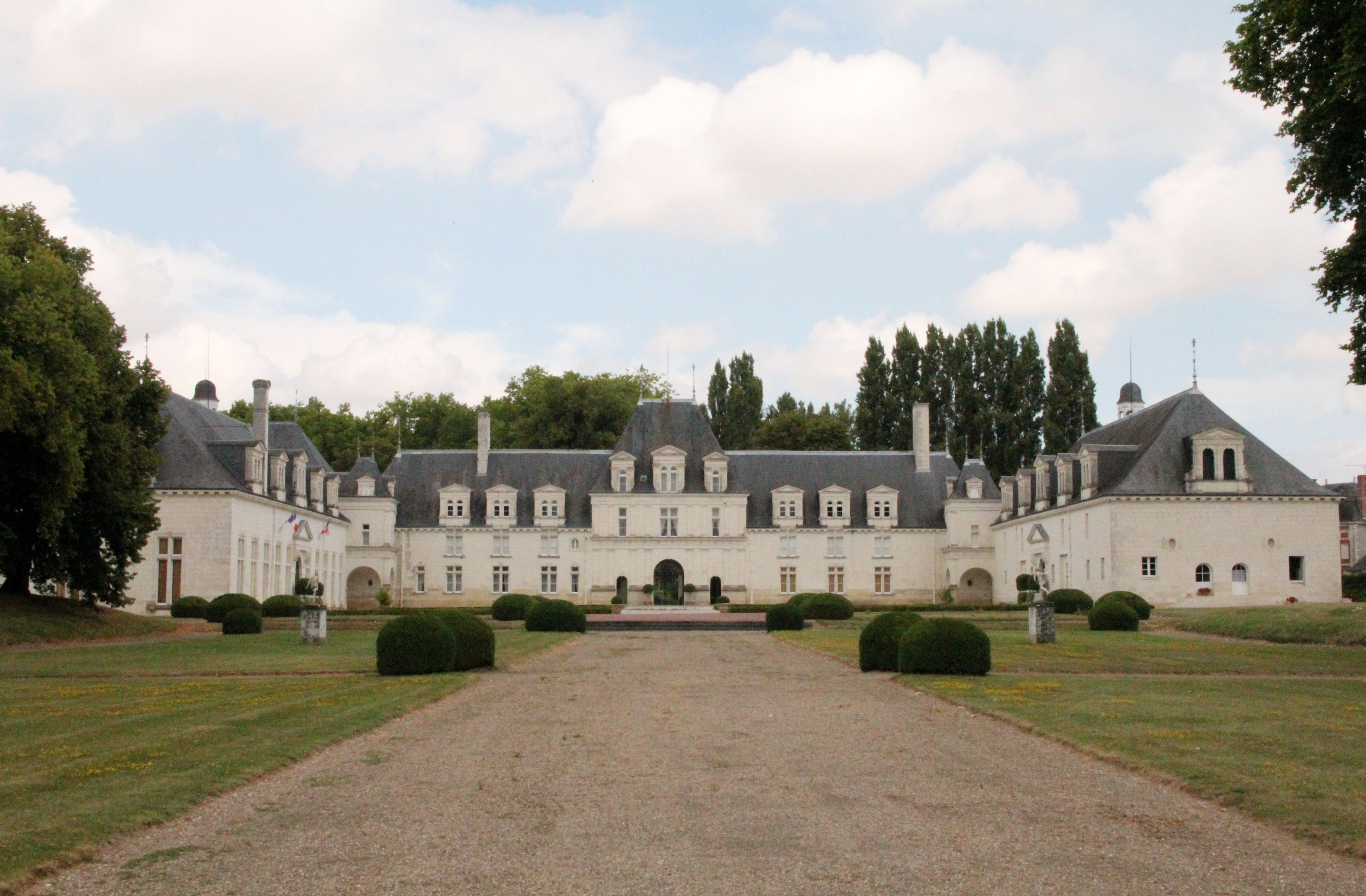
Château actuel (anciens communs)

Le Château attenant, dont il ne reste que les communs, fut acquis et détruit par Richelieu en 1635, qui avait pris ombrage du fait de sa proximité du château de Richelieu et de la ville nouvelle de Richelieu. La Sainte Chapelle ne fut sauvée que par l'intervention de l'évêque de Poitiers et du pape Urbain VIII qui y avait officié.
La chapelle a été classée au titre des monuments historiques le 19 janvier 1911.